# Vedašić (Udbina)
Pour les articles homonymes, voir Vedašić.
Vedašić est un village de Croatie situé sur le plateau de Bjelopolje. Il se trouve à quelques kilomètres de Korenica. La population était exclusivement serbe dans cette région de Krajina à l’époque de la Yougoslavie. Après la guerre entre croates et serbes, la plupart des villageois serbes sont partis et leurs maisons détruites. Aujourd’hui quelques maisons sont en rénovation. Ce village est le berceau du nom de famille Ivanišević dans cette région.